# Oxypilus distinctus
Oxypilus distinctus es una especie de mantis de la familia Hymenopodidae.

## Distribución geográfica
Se encuentra en Burkina Faso, Costa de Marfil, Gambia,  Guinea, Liberia, Malí, Senegal, Sierra Leona y Sudán.